# Per Unckel

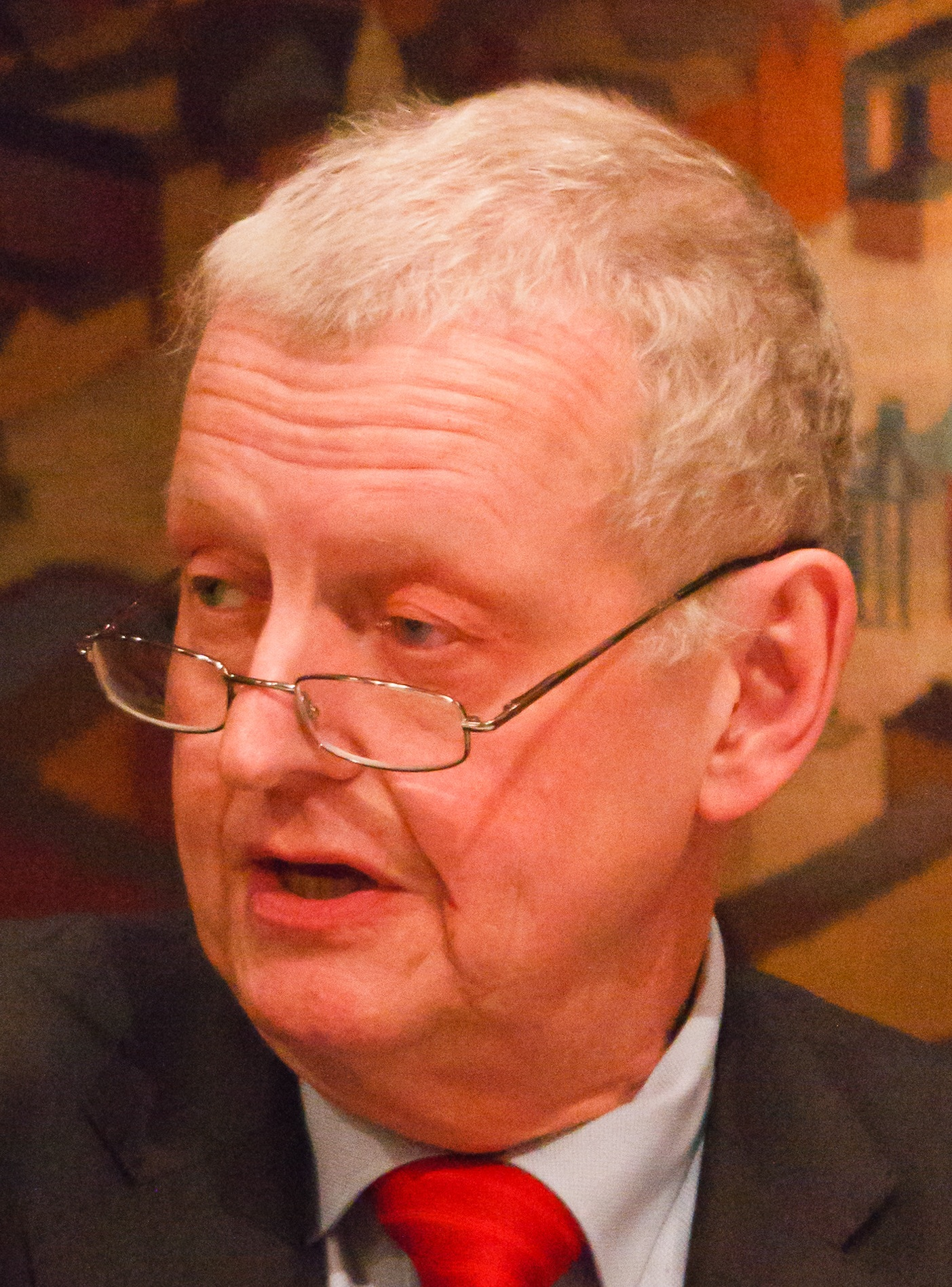
Per Unckel (2011)

Carl Gustav Per Unckel (* 24. Februar 1948 in Finspång; † 20. September 2011 in Stockholm) war ein schwedischer Politiker der Moderaten Sammlungspartei (Moderata samlingspartiet).

## Leben
Unckel engagierte sich bereits frühzeitig in der Moderaten Sammlungspartei sowie deren Organisationen und war zunächst zwischen 1967 und 1968 Reichsvorsitzender des Moderaten Schülerverbandes MSU (Moderat skolungdom). Nachdem er zwischen 1971 und 1976 Vorsitzender des Moderata ungdomsförbundet (MUF), der Jugendorganisation seiner Partei war, wurde er bei den Wahlen vom 19. September 1976 erstmals zum Abgeordneten des Reichstages gewählt und gehörte diesem bis 1986 an. Während dieser Zeit war 1980 auch Wahlkampfmanager der Moderaten Sammlungspartei beim Referendum über Kernenergie.
Nach seinem Ausscheiden aus dem Reichstag wurde er 1986 Parteisekretär der Moderata samlingspartiet, ehe er anschließend 1991 von Ministerpräsident Carl Bildt zum Bildungsminister in dessen Kabinett berufen wurde und diesem bis zum Ende von Bildts Amtszeit 1994 angehörte. In seine Amtszeit fiel dabei 1992 die sogenannten „Friskolereformen“, eine bildungspolitische Reform der freien Schulen. Im Oktober 1994 war er darüber hinaus für einige Tage amtierender Verteidigungsminister.
Bei der Reichstagswahl vom 18. September 1994 wurde Unckel wiederum zum Abgeordneten in den Reichstag gewählt, dem er nunmehr bis zum 15. September 2002 angehörte. Während dieser Zeit war er zuletzt zwischen 1998 und 2002 Vorsitzender des Verfassungsausschusses. 2003 wurde er als Nachfolger von Søren Christensen Generalsekretär des Nordischen Ministerrates, eines Organs des Nordischen Rates, und bekleidete diese Funktion bis zu seiner Ablösung durch Halldór Ásgrímsson im Jahr 2007.
2007 wurde Unckel schließlich Landeshauptmann (Landshövding) von Stockholms län und übte dieses Amt bis zu seinem Tod aus. Ein Tag vor seinem Tode wurde ihm ein Ehrendoktor der Königlich Technischen Hochschule Stockholm verliehen.